# Île Caribou
L’île Caribou (en anglais : Caribou Island) est une île inhabitée canadienne située à 35 km au sud de l’île Michipicoten sur le lac Supérieur. Un phare de forme hexagonale avec 6 contreforts construit par Henri de Miffonis se trouve sur l'île Lighthouse, construit en 1910 et classé par le Bureau d'examen des édifices fédéraux du patrimoine en 1990.

## Gardiens du phare
Liste des gardiens du phare avec la date de début et de fin de leur service  :
- R. May 1886 – 1887
- Charles James Pim 1887–1898
- Wilbrod O. Demers 1899–1906
- Antoine Boucher 1907–1912
- George W. Johnston 1912–1921
- J. George Penfold 1921–1922
- John W. Kennedy 1922–1928
- Charles N. McDonald 1928–1935
- Arthur W. Hurley 1935–1962
- Alfred Thibeault 1962–1964
- George Rutherford 1964–?
- Reg Dawson
- Bert Hopkins